# Henry F. Field

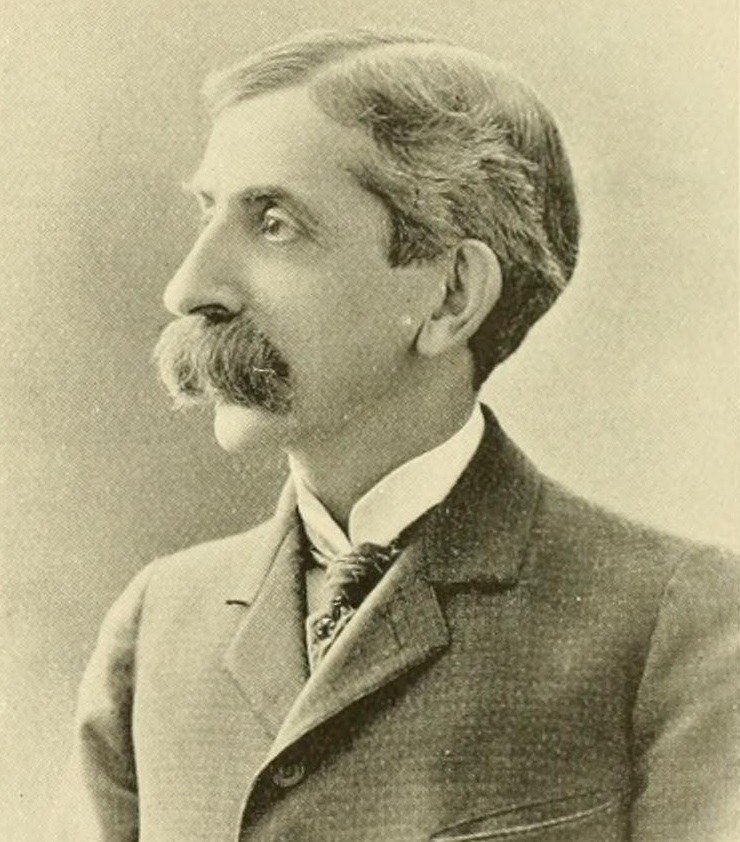
Henry Francis Field

Henry Francis Field (* 8. Oktober 1843 in Brandon, Vermont; † 1932 ebenda) war ein US-amerikanischer Bankmanager und Politiker, der von 1882 bis 1890 State Treasurer von Vermont war.

## Leben
Hanry Francis Field wurde in Brandon, Vermont als Sohn von William M. und Minerva Davenport Field geboren. Er stammte von Zechariah Field ab, der sich 1639 in Connecticut ansiedelte. Er besuchte die lokalen Schulen und das Seminar in Brandon. Im Alter von siebzehn Jahren trat er eine Stelle als Kassierer der Brandon Bank an. Dort blieb er für mehr als ein Jahr und im März 1862 zog er nach Rutland, wo er eine Stelle im Büro von John B. Page, der zu der Zeit Treasurer von Vermont war, annahm.
Im Jahr 1864 erhielt er die Ernennung zum Kassierer der Bank of Rutland, direkt nachdem diese reorganisiert und in eine Nationalbank umgewandelt worden war, und drei Jahre später wurde er in den Cashiership der Rutland County National Bank gewählt. Diese Position hielt er über mehrere Jahrzehnte. Mehrere Jahre war er Direktor der Bank. Field war Mitglied und Diakon der Rutland Congregational Church. Zudem war er langjährig verbunden mit der Sonntagsschule der Gemeinde entweder als Superintendent oder als Assistent des Superintendenten.
Henry F. Field hatte als Mitglied der Republikanischen Partei verschiedene Ämter inne, er war zehn Jahre lang Treasurer von Rutland City und der Town Rutland sowie des Schulbezirks und auch des Countys. Im Jahr 1861 war er stellvertretender Secretary of State. Er wurde 1884 für Rutland in den Senat von Vermont gewählt. Dort war er Vorsitzender im Ausschuss für das Bankwesen. In das Repräsentantenhaus von Vermont wurde er 1888 gewählt, auch dort war er Vorsitzender im Ausschuss für das Bankwesen. Im Jahr 1890 wurde er zum State Treasurer von Vermont gewählt und im Jahr 1892 wiedergewählt.
Field heiratete am 21. Juni 1865 Anna Louisa Howe (1843–1913). Das Paar hatte zwei Söhne. Field starb im Jahr 1932, sein Grab befindet sich auf dem Pine Hill Cemetery in Brandon.